# Ferro forjado

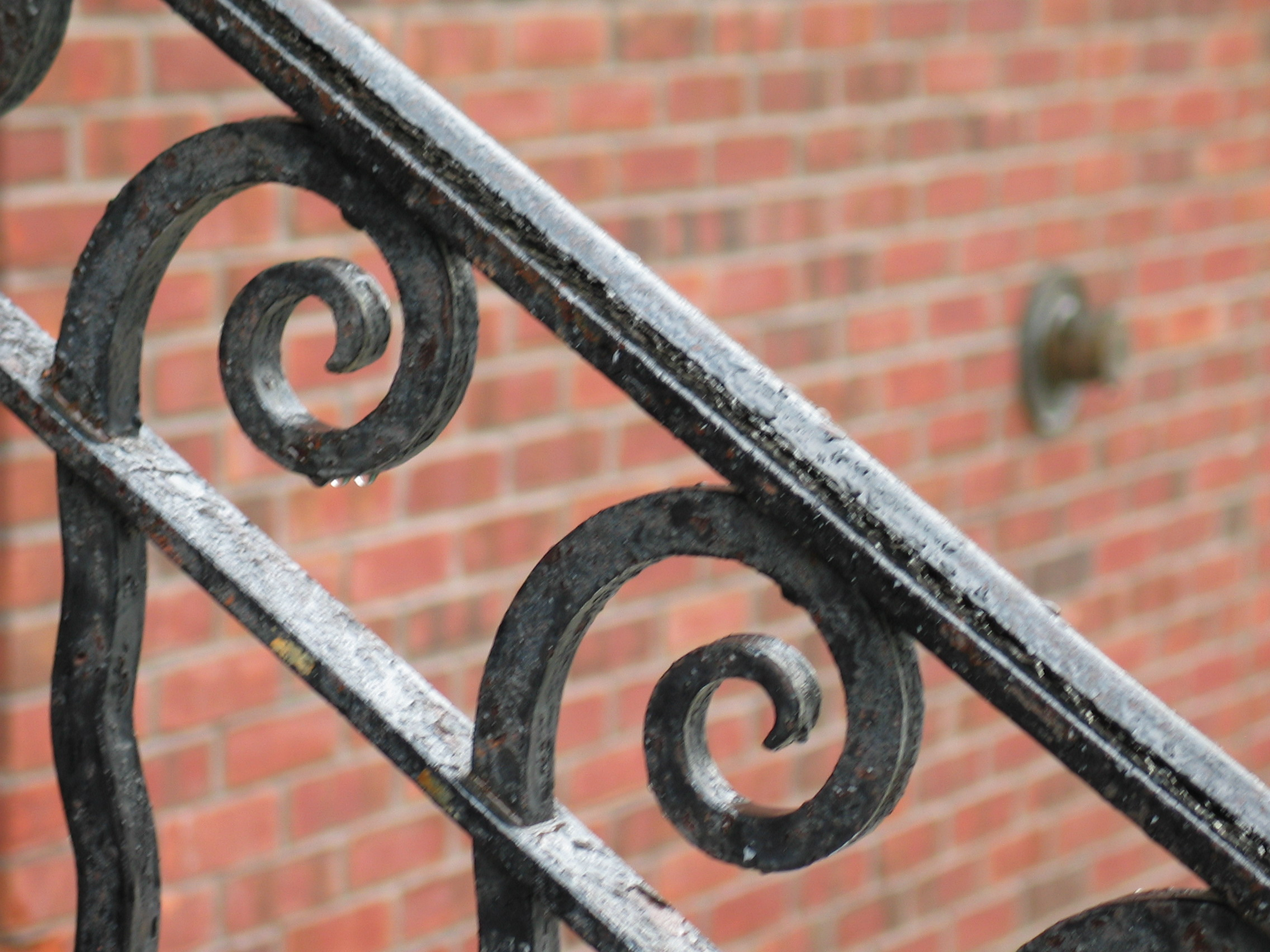
Um gradil em ferro forjado em Troy (Nova Iorque).

Ferro forjado (também conhecido como ferro batido), é ferro comercialmente puro, o qual possui uma pequena quantidade de carbono (não mais de 0,15%), mas que geralmente possui escórias. É resistente, maleável, dúctil e facilmente soldável. Todavia, é macio demais para uso em lâminas.
O ferro forjado é ferro comercial (aço corrente) que é basicamente uma liga ferro-carbônica com baixo teor em carbono e sem elementos de liga. O nome de ferro forjado deve-se ao facto de ser conformado a quente recorrendo a um aquecimento (por exemplo, numa forja). Depois de aquecido, pode ser martelado numa bigorna, tradicionalmente, ou em prensa para que se obtenha a forma pretendida.
Trabalhar o ferro recorrendo à forja, à bigorna ou ao martelo é uma forma de artesanato.

## Ferro Forjado no Brasil
O ferro forjado teve um surgimento relativamente tardio na arquitetura brasileira, somente com o advento do ecletismo, quando novos traços e novos espaços se combinaram, "uma profusão de influências de períodos distintos do passado", como caracterizam Araldi e Visoli, somente se tornando mais usual na arquitetura com a popularização da art nouveau. Apesar de o ferro forjado ter chegado desvitalizado no Brasil, segundo a análise de Marina de Oliveira, ele conseguiu encontrar espaço nas fachadas e decorações de interiores como portões, gradis, corrimãos e balcões, sendo utilizado mais em decorações mais lineares, menos volumosas, devido à suas características mecânicas e a própria técnica de forja do ferro.

## Ferro Forjado e as Artes
O ferro forjado foi amplamente utilizada na produção das artes. Ferreiros e serralheiros, desde os tempos medievais o utilizavam na produção de obras artesanais. Diferente do ferro fundido que depois da Revolução Industrial veio a produção em larga escala, o ferro forjado não se adaptou tão bem à essa produção, sendo majoritariamente arte transmitida de mestre a aprendiz. No Brasil, o ferro também ganhou grande importância depois da Revolução Industrial, onde foi possível importar o material por causa de seu barateamento.
Em Salvador, onde se encontrava grande concentração de artistas que trabalhavam com o ferro forjado, arquitetos baianos e artistas plásticos, produziram gradis de ferro com grande diversidade de formas, utilizando conceitos do passado e novas técnicas, se adaptando à segurança e a beleza, muitas vezes com influência do Art nouveau e necessidades da cidade moderna. A diversidade de belezas naturais e culturais em Salvador, serviu de inspiração para a arte do ferro, onde artistas utilizavam desenhos orgânicos e geométricos de variadas formas, dado que no século XX houve uma grande diversidade de linhas de pensamento, talvez influenciados pelos caminhos da arquitetura contemporânea, muitos artistas propunham grande módulos, sem repetição, sempre em sequência inédita, muitas vezes delimitada pelas possibilidades tecnológicas. Como exemplo de artista plásticos baianos temos Bel Borba, que utiliza referências religiosas como inspiração, valendo-se frequentemente de orixás da Bahia.